# 台北市蓮友念佛團
台北市蓮友念佛團全名為財團法人台北市蓮友念佛團，位於台灣台北市朱崙街，為主祀釋迦牟尼之佛教廟宇。該廟宇興建於1959年，創辦人為中國來台將領李濟華。該廟宇為位於台北中山區的中型公寓型建築廟宇。另外，該廟宇的組織型態為管理委員會制，祭典日期則是每年農曆之十月廿三。